# 크룸
크룸(불가리아어: Крум, ? - 814년 4월 13일)은 803년부터 814년까지 불가르족의 칸이었다. 그의 치세 동안 불가리아는 아바르족을 멸망시키고 그 영토를 넓혔고 강력한 세력으로 성장하여 비잔티움 제국과 경쟁하였다.

## 어린 시절과 성장
크룸의 신원에 대하여는 알려진 바가 별로 없다. 일설에 의하면 그의 가계는 판노니아 출신이라고 하며 일설에는 아스파루흐계의 후손이라고도 한다. 크룸의 초기 생애에 대하여 확실한 것은 800년 이후 아바르족을 완전히 말살하였다는 사실이다. 807년 그는 불가르족의 최고권좌에 올라 도나우강 유역의 불가르족과 판노니아의 카르파티아 산맥과 트란실바니아 일대에 사는 불가르족을 통합하여 하나로 만들고 강력한 군대를 편성했다. 그 결과 불가르족은 왼쪽으로는 프랑크 왕국과 국경을 맞대고 오른쪽으로는 비잔티움 제국을 압박하는 강력한 왕국으로 부상했다.

## 니키포로스 1세와의 전쟁
크룸은 불가르의 영토확장 정책을 추진했다. 당시 비잔티움 황제 니키포로스 1세는 불가르족을 제압하러 원정을 떠났으나 아드리아노폴리스에서 부하들의 반란으로 포기했다. 그사이 크룸은 808년 늦가을 스트리움 강 주변에서 비잔티움의 대군을 완파하고 809년 봄에는 세르디카까지 진출하여 정복해버렸다. 니키포로스는 반격에 나서 불가르의 수도인 플리스카를 기습하여 크룸이 없는 그 도시를 완전히 파괴했고 세르디카의 요새를 재건했다. 그러나 크룸은 완전히 정복 당한 것이 아니어서 비잔티움과 불가르족은 일전을 피할 수 없었다.

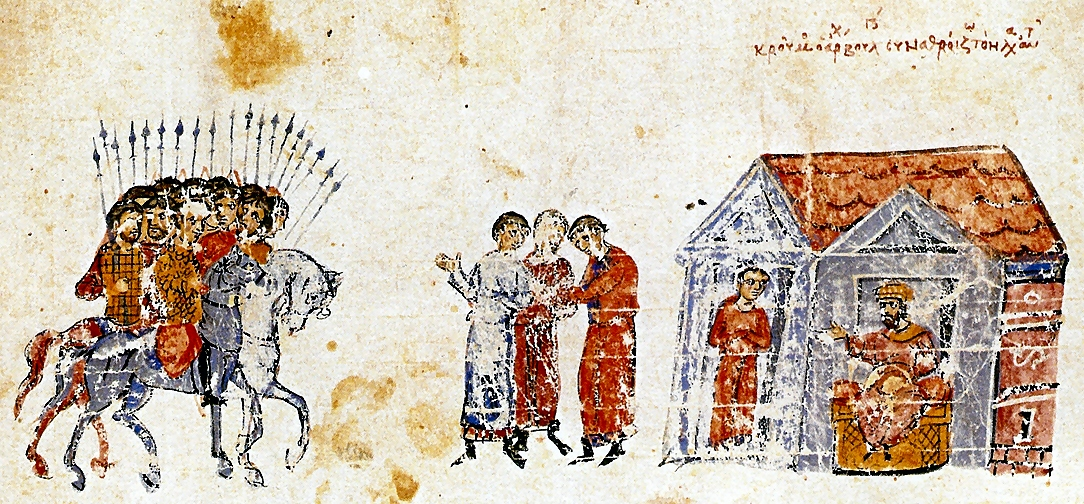
불가르족을 모으는 크룸

니키포로스는 불가르족을 완전히 섬멸하려는 계획을 가지고 1년 동안 군대를 키우고 대규모 원정을 준비하여 811년 5월 아들 스타우라키오스와 함께 대대적인 원정을 떠났다. 황제는 여자와 아이들까지 학살하는 잔인함을 보이며 불가르족을 침공하여 초기에는 불가르족을 궁지에 몰아넣는 데 성공하였다. 크롬은 몇 번이나 강화를 요청해 왔으나 니키포로스는 거절하였다. 그러나 7월 24일 니키포로스는 불가르족을 쫓아 군대를 이끌고 무리하게 좁은 협곡으로 쳐들어갔다가 크룸이 마련한 함정에 빠지고 말았다. 좁은 협곡에 갇힌 비잔티움군에 대해 크룸은 대규모 공격을 감행하였고 비잔티움 군대는 괴멸했다. 그 전투에서 니키포로스는 목숨을 잃었고 그의 아들 스타우라키오스는 척수가 절단된 상태에서 간신히 도망쳤으나 결국 몇달 후 죽었다. 크룸은 니키포로스의 시신에서 목을 잘라 장대에 꿰어 전시하게 했고 그의 해골은 은으로 도금하여 평생 술잔으로 사용했다.

## 미하일 1세 랑가베와 전쟁
812년 크룸은 다시한번 비잔티움 영토를 공략해서 흑해 연안의 비잔티움의 도시 데벨투스를 점령하고 그곳의 주민들을 불가리아로 강제로 이주시켰다. 당시 비잔티움 황제인 미하일 1세 랑가베는 이를 응징하려했으나 부하들의 반란으로 실패하고 그 결과 트라키아, 마케도니다의 주민들은 달아났고 제국 변경의 주요 요새는 버려졌다. 크룸은 비잔티움이 데리고 있는 불가르족 포로와 탈영병을 돌려주는 조건으로 미하일 1세에게 강화를 제안했다. 연이은 패배를 당한 미하일은 그 강화 제의를 받아들였어야 했지만 완고한 스투디움의 테오도루스는 강화를 반대하게 했고 전쟁이 재개되었다. 크룸은 다시 제국의 영토를 쳐들어와 812년 11월 메셈브리아 시를 점령했다. 이듬해 미카엘은 대군을 규합해 불가르족과 전투를 위해 진격했다. 마침내 6월 21일 양측이 대규모로 전투를 벌였는데 갑자기 비잔티움 장군인 아르메니아인 레오의 아나톨리아 군대가 전선을 버리고 도망쳤고 전세는 역전되어 크룸은 파죽지세로 콘스탄티노폴리스까지 진격했다.

## 레오 5세와의 전쟁과 죽음
한편, 콘스탄티노폴리스에서는 미카엘 1세가 하야하고 전선을 버리고 도망친 장군 레오가 레오 5세로서 새로운 황제가 되었다. 크룸은 콘스탄티노폴리스를 포위하고 공격했지만 막강한 난공불락의 테오도시우스 성벽을 무너뜨릴 수는 없었다. 레오는 크룸에게 단독 면담을 제의했고 비무장으로 함께 만나기로 했다. 크룸이 회담장소에 도착하자 갑자기 비잔티움 군사가 매복했다가 크룸을 공격했다. 크룸은 화살 한대를 맞고 간신히 달아났지만 비잔티움의 배신행위에 분노하고 퇴각하면서 제국의 전 지역을 초토화 시켰다. 아드리아노폴리스에서는 약 1만명의 주민이 학살 당했다.
814년 봄 크룸은 다시한번 대대적인 콘스탄티노폴리스 공격을 준비하였다. 다급해진 비잔티움 제국에서는 크룸의 공격에 대비하는 한편 서방 황제 샤를마뉴의 아들인 경건왕 루트비히에게 사절을 보내 원조를 요청하기도 했다. 그러나 4월 13일 예수 승천 대축일에 원정을 막 떠나려던 크룸은 갑자기 발작을 일으켜 피를 토하고 죽고 말았다. 그의 뒤를 이어 아들 오모르타그가 불가르족 칸의 지위에 올랐다.

## 같이 보기
- 불가르족
- 불가리아의 역사